# Toma de San Juan de Ulúa (1825)
La toma de San Juan de Ulúa de 1825 tuvo lugar el 23 de noviembre de 1825, señalando el final del asedio de la fortaleza de San Juan de Ulúa, ubicada en el estado de Veracruz,México. El asedio comenzó el 8 de octubre de 1823 y fue llevado a término por elementos del insurgente "Ejército Mexicano" y la "Armada de México", al mando del general Miguel Barragán y el capitán Pedro Sainz de Baranda y Borreiro, respectivamente, contra elementos del ejército realista comandados por el general José María Coppinger, que protegía la plaza durante los intentos de Reconquista en Nueva España. La escuadrilla comandada por el capitán Pedro Sainz de Baranda se enfrentó con la escuadrilla realista, evitando así la llegada de víveres y refuerzos para los realistas de San Juan de Ulúa. Al no recibir refuerzos ni alimento desde Cuba y España, y estando sitiados desde tierra por el general Barragán que hostigaba la fortaleza, el escorbuto comenzó a cobrar las primeras víctimas, con ello, la delegación realista se vio obligada a rendirse.

## Antecedentes
Con motivo del bombardeo realista, ordenado por el brigadier Francisco Lemaur desde el Castillo de San Juan de Ulúa, decidió emprender un bloqueo decretado el 8 de octubre de 1823 con el fin de prohibirles a los realistas la entrada de víveres, soldados y diversos socorros, como se muestra en el siguiente texto condenando estos ataques:

“El Supremo Poder Ejecutivo, nombrado provisionalmente por el soberano Congreso Mexicano, teniendo en consideración: que la guerra con la nación española no ha debido creerse concluida... no reconociendo la independencia, objeto de trece años de continuados y sangrientos sacrificios... que a pesar de ello, la Nación Mejicana y su gobierno, poniendo en uso los principios de humanidad y prudencia que caracterizan a los americanos, ha permitido la existencia de relaciones amistosas con los súbditos de la española, el tráfico libre de sus productos y manufactura, la extracción de los efectos y numerarios nacionales, y la entrada franca de sus buques mercantes en nuestros puertos... que no obstante esta conducta generosa... no ha dado un paso que descubra la sanidad de sus intenciones hacia la paz, sino por el contrario... que el gobernador de una pequeña fortaleza, después de establecer pretensiones injustas, contraviniendo al derecho de gentes... faltando su palabra comprometida con las autoridades de Veracruz, de no romper el fuego sin previo aviso, para que se liberasen de los estragos de la guerra los bienes y las personas...”

Este  acontecimiento histórico es conocido como el último reducto realista
Así pues continúa el decreto explicando las conclusiones, posturas y medidas a las que llegará el Estado Mejicano por medio del Supremo Poder Legislativo y la Secretaría de Estado y del Despacho de Guerra y Marina:

"...finalmente que es un deber del gobierno la integridad del territorio que se le ha confiado, sostener las glorias y decoro de la nación, hacer respetar el pabellón... y conforme al derecho de la guerra, disminuir a su enemigo los medios de continuarla, ha decretado y decreta: Estando el fondeadero y fortaleza bajo los fuegos de nuestras baterías y cañones, se declara en estado de bloqueo la fortaleza de San Juan de Ulúa. En consecuencia, los buques de guerra de la Nación y de las aliadas la hostilizarán por cuantos medios estén a su alcance. Los buques mercantes de súbditos de la nación española, serán obligados a salir de los puertos de la mexicana, dentro de 24 horas después de comunicado este decreto, sin permitir que por ningún pretexto vuelvan a fondear en ellos, so pena de declarárseles buena presa. Queda prohibida la admisión en las Aduanas y Puertos marítimos, de los productos y manufacturas españolas. Los buques aún neutrales que los conduzcan, serán devueltos a sus destinos en el término de 40 días si son procedentes de algún puerto del Continente Americano, y de 4 meses si lo fuesen de los Puertos de Europa; pero pasados estos términos, serán considerados buena presa. Se aplicará el castigo que imponen las leyes vigentes, a los individuos de cualquier clase y condición que se descubra tener relaciones con la guarnición y vecindario de San Juan de Ulúa, pues absolutamente deberá considerarse cerrada toda comunicación. Todos los buques mercantes españoles a quienes se les haya intimado este decreto, y desde luego no revuelvan a rumbo de puertos extranjeros serán declarados buena presa, así como también, si después de esta intimación fuesen aprehendidos con dirección a algunos de nuestros puertos o de Colombia. El presente decreto se comunicará a los Comandantes Generales del Departamento, a los Jefes de la Armada Nacional, a los que manden buques de las naciones aliadas y amigas. A los capitanes de puerto, y a cuantas autoridades toque vigilar su observancia bajo la más estrecha responsabilidad."

Con motivo del decreto del bloqueo total de San Juan de Ulúa, se llegó a confirmar lo que ya antes el antiguo Ministro de guerra, Antonio de Medina Miranda había confirmado: la necesidad del gobierno mexicano de contar con embarcaciones para la marina de guerra, pues ahora es cuando el gobierno mexicano tiene necesidad de embarcaciones de guerra para llevar a cabo el objetivo de bloquear para evitar el envío de víveres y tropas y atacar el último reducto español en México. El entonces Secretario de Guerra y Marina, José Joaquín de Herrera se presentó el 13 de noviembre de 1823 ante el Primer Congreso de México rindiendo el siguiente informe en donde confirma la necesidad de adquirir embarcaciones: 

“Me hallo en obligación de dar cuenta a vuestra soberanía, de un ramo del Estado ajeno a mi profesión, del que no tengo el menor conocimiento, y sin embargo, la bondad del gobierno quiso poner íntegramente bajo mi cuidado, por estar unido a la Secretaría de Guerra. Hablo de la Marina Nacional, de esta palanca de la prosperidad de los pueblos, que protege su comercio exterior y defiende sus costas de los insultos y pretensiones ambiciosas de sus enemigos. Difícil cosa es transitar un camino desconocido, sin conductos y sin antecedentes de los obstáculos que pueden presentarse para impedirlo, pero que es necesario allanar porque lleva infaliblemente a la prosperidad de un pueblo naciente, que por su riqueza, situación y fecundidad en todos sentidos, quiere fijar sus destinos entre las naciones de la tierra, y tremolar su pabellón vencedor enmedio del océano. No cansaré la atención del Congreso Constituyente con la relación histórica de las costas que posee la América septentrional en el Golfo de México y en el Pacífico; tampoco hablaré de su mayor o menor acceso, de su situación topográfica, de la cala de sus puertos y barras, ni de la utilidad que puedan prestar a su comercio y comunicaciones interiores. Todo esto, además de un estudio asiduo, meditación y combinaciones generales que sólo pueden ser obra del tiempo (de lo que en absoluto he carecido) está tratado dignamente y de una manera satisfactoria, en la memoria que el Señor mi antecesor Don Antonio de Medina, presentó al Primer Congreso Mexicano, el 24 de febrero de 1822. Me limitaré por lo mismo a instruir a vuestra soberanía de las variaciones que nuestra situación marítima ha ido desde aquella época, y lo que el gobierno cree de absoluta necesidad para conservar la integridad del territorio mexicano, eludir las empresas que quizás ya premediten los enemigos de la libertad de los hombres para agredirnos, proteger el comercio de nuestros amigos y ciudadanos, y castigar el arrojo de un General español que destruye una de nuestras ciudades y que desde lo interior y más escondido de una fortaleza que ocupa (y que usurpo a los mexicanos), parece quiere intimidar el espíritu de los valientes, ante quienes no ha osado presentarse en el continente, temeroso de sufrir el pago de su audacia. En el año anterior y por medio de aquel documento se dio cuenta al Congreso cesante de haberse dispuesto la compra de una fragata y ocho corbetas que el gobierno creyó por entonces bastantes para la protección del comercio y seguridad de las costas. Esta empresa no tuvo todo su efecto por la falta de recursos en que se encontró el Jefe comisionado en los Estados unidos de América, ocasionado por la invalidez de las letras que Barry giro a favor del gobierno a cuenta del empréstito que había contratado y que se declaró nulo por las casas de comercio extranjeras a quienes había comprometido. En consecuencia, apenas produjo la comisión dos goletas y fortaleza de San Juan de Ulúa, excepto una de las primeras, que por necesitar ser reforzada en algunas obras indispensables, se halla en Alvarado. Están en Filadelfia cuatro balandras iguales a las otras, que deben venir a incorporarse a éstas. Aún la pequeña escuadrilla de que he hablado, no sería útil en lo absoluto, si no fuese por el patriotismo de los ciudadanos de Alvarado y las costas. Equívocos fatales y las circunstancias políticas y extraordinarias en que se viera el Departamento de Veracruz, dieron lugar al disgusto y regreso de la brillante tripulación conque vinieron dotados estos buques del Norte de América, que el comisionado había contratado al servicio de México... Ya se deja entender que estas pequeñas fuerzas no son bastantes para el feliz éxito de la empresa que hoy ocupa a la Nación de arrojar de su continente a los últimos restos de la dominación española. El gobierno, identificado con los sentimientos de los mexicanos, ha pronunciado el decreto de bloqueo contra la fortaleza de Ulúa y para llevarlo a cabo, ha dictado cuantas providencias estuvieran al alcance de sus facultades y de sus recursos. Si el vencimiento de esta lucha hubiese de disputarse en algún punto del continente, yo respondería del éxito y desde ahora me anticiparía a felicitar por el triunfo a mis compañeros de armas, que ya han dado y están dando mil y mil pruebas de su valor y esfuerzo. Pero habiendo cambiado el aspecto de la guerra, a la marina solo toca consumar esta grande obra y consolidar por siempre la independencia nacional. De aquí es que por sólo este hecho, debe haber un interés en sostenerla y aumentarla, objeto que el Supremo Poder Ejecutivo no pierde de vista."

## Batalla
El Gobierno de México, consideró pues la necesidad del proyecto, haciendo el esfuerzo de compra e integrando embarcaciones a la primera escuadra naval mexicana, compuesta por las fragatas “Iguala” y “Libertad”, los bergantines “Victoria” y “Bravo” y por último las balandras “Papaloapan”, “Tampico”, “Orizaba”, "Chalco" y el Pailebot “Federal”. En 1825 se comenzaron a tomar todas las disposiciones para llevar a cabo el proyecto de la rendición de San Juan de Ulúa, concentrándose todos los elementos navales en Puerto de Alvarado, poniéndose bajo el mando del capitán de fragata Pedro Sainz de Baranda. Los realistas por su parte, relevaron del cargo a Francisco Lemaur en abril poniéndose al mando el brigadier José María Coppinger. El capitán de fragata Pedro Sainz de Baranda, comandante de la escuadrilla mejicana de 8 buques, organizó las posiciones de batalla que debían sostener las embarcaciones mejicanas con el objeto de hostigar y evitar el paso de tropas de auxilio, logrando enfrentarse a la flota realista, con lo que logró impedir la mayoría de socorros realistas desde La Habana, Cuba. La situación de los realistas que protegían a la fortaleza de San Juan de Ulúa se volvió insostenible pues ya no recibían víveres ni mucho menos relevos para la guarnición de la plaza, siendo el escorbuto el detonante de la desesperación realista, viéndose la plaza obligada a rendirse.

## Consecuencias
Fue así como la Armada de México el 23 de noviembre de 1825 logró la rendición del último reducto español en México, consolidándose así la Independencia de México. La celebración del Día de la Armada de México es celebrada cada 23 de noviembre en memoria de esta acción, desde el 22 de noviembre de 1991, según un decreto presidencial.
- Datos: Q6148285